# Saint-Christol (Hérault)
Pour les articles homonymes, voir Saint-Christol.
Saint-Christol est une ancienne commune française située dans le département de l'Hérault, en région Occitanie.
Depuis le 1er janvier 2019, Saint-Christol et Vérargues forment une nouvelle commune baptisée Entre-Vignes.

## Géographie

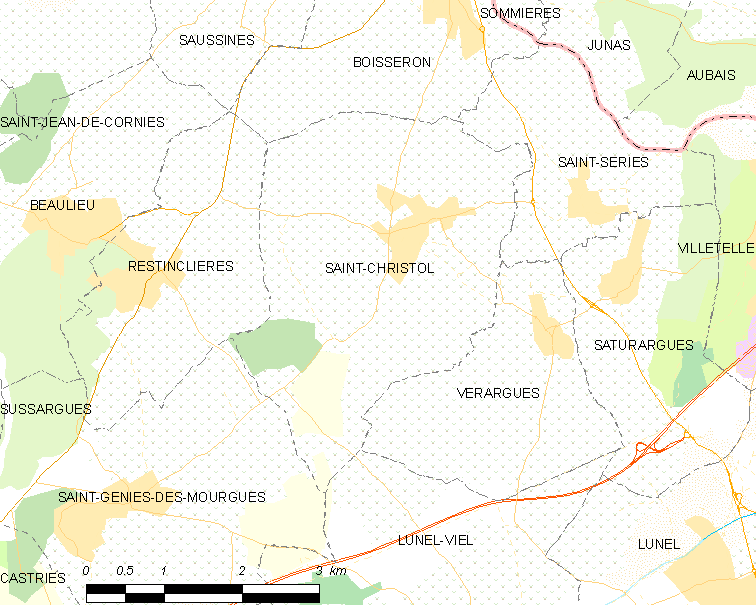
Carte

### Climat
Vérargues est la commune la plus chaude de France. Le 28 juin 2019, lors de la canicule européenne de 2019, une température de 46,0 ° C a été enregistrée à Vérargues, la plus élevée de l'histoire météorologique française. 

### Voies de communications et transports
Saint-Christol est accessible par l'autoroute A9, échangeur  n° 27, sortie Lunel, ou par la route nationale 113 (Nîmes – Montpellier). La gare SNCF la plus proche est celle de Lunel. Les aéroports les plus proches sont ceux de Montpellier et Nîmes.

## Toponymie
La commune est connue sous les variantes « Sanctus Chercrius » (1226), « Sanctus Christophorus » (1222), « Saint-Chrystol » et « Saint-Cristol ».

## Histoire

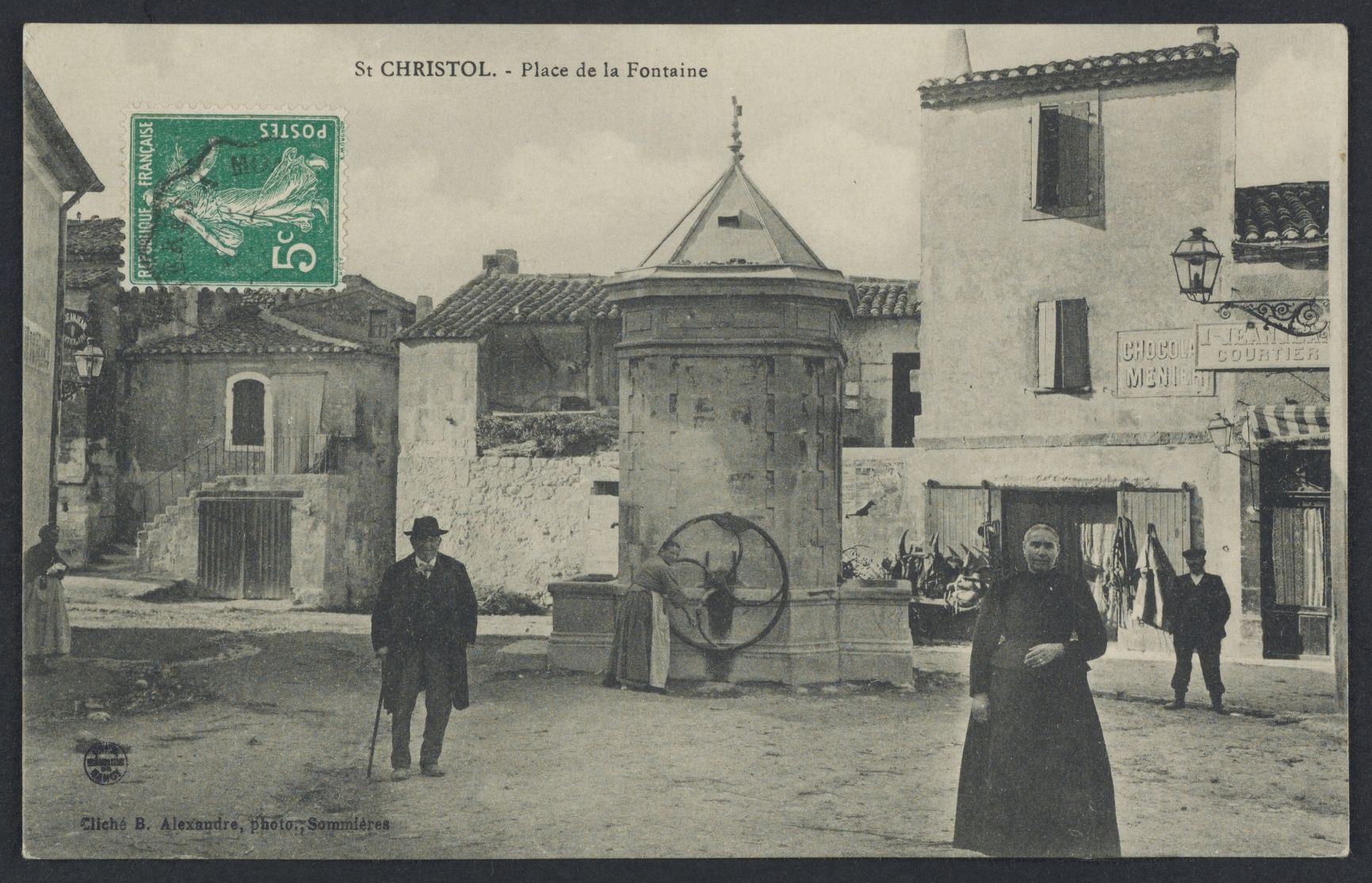
Carte postale de la place de la fontaine (début XXe siècle).

Le 1er janvier 2019, elle fusionne avec Vérargues pour constituer la commune nouvelle d'Entre-Vignes dont la création est actée par un arrêté préfectoral du 13 décembre 2018.

### Les Hospitaliers
Saint-Christol est une ancienne commanderie de l'ordre de Saint-Jean de Jérusalem établie au XIIe siècle dont l'existence est attestée jusqu'à la révolution française. Elle faisait partie du grand prieuré de Saint-Gilles et de la langue de Provence,.

### Héraldique
| Armes de Saint-Christol | Les armes de Saint-Christol se blasonnent ainsi : « de gueules à un saint Christophe d'argent accompagné en chef de deux croisettes pattées d'or ». |

## Politique et administration

### Liste des maires
| Période                                  | Période          | Identité                                                             | Étiquette | Qualité                                                          |
| ---------------------------------------- | ---------------- | -------------------------------------------------------------------- | --------- | ---------------------------------------------------------------- |
| 1815                                     | ?                | Alexandre Pataille                                                   |           | Député de l'Hérault                                              |
| Les données manquantes sont à compléter. |                  |                                                                      |           |                                                                  |
| 1929                                     | 1941             | Félix Baumelle                                                       |           |                                                                  |
| 1941                                     | 1944             | Léonce Sauvaire                                                      |           | Délégation spéciale du pouvoir politique sous le régime de Vichy |
| 1944                                     | 1945             | Louis Conge                                                          |           | Président du Comité Local de Libération                          |
| 1945                                     | 1945             | De nombreux maires transitoires se sont succédé : Jules Montel, etc. |           | Présidents du Comité Local de Libération                         |
| 1945                                     | 1965             | Denis Teissèdre                                                      |           |                                                                  |
| 1965                                     | 1983             | Jean Boissier                                                        |           |                                                                  |
| 1983                                     | 2000             | Robert Conge                                                         |           |                                                                  |
| 2000                                     | 2001             | Richard Bort                                                         |           |                                                                  |
| Les données manquantes sont à compléter. |                  |                                                                      |           |                                                                  |
| 2014                                     | 31 décembre 2018 | Jean-Luc Bergeon                                                     | DVG       | 3e vice-président de la CC du Pays de Lunel (2014 → )            |
| Les données manquantes sont à compléter. |                  |                                                                      |           |                                                                  |

### Liste des maires délégués
| Période         | Période  | Identité         | Étiquette | Qualité                                               |
| --------------- | -------- | ---------------- | --------- | ----------------------------------------------------- |
| 14 janvier 2019 | en cours | Jean-Luc Bergeon | DVG       | 3e vice-président de la CC du Pays de Lunel (2014 → ) |

### Jumelages
Saint-Christol est jumelée avec la commune de Saint-Christoly-De-Blaye en Gironde (33) depuis le 4 juillet 2015.

## Population et société

### Démographie
L'évolution du nombre d'habitants est connue à travers les recensements de la population effectués dans la commune depuis 1793. Pour les communes de moins de 10 000 habitants, une enquête de recensement portant sur toute la population est réalisée tous les cinq ans, les populations de référence des années intermédiaires étant quant à elles estimées par interpolation ou extrapolation. Pour la commune, le premier recensement exhaustif entrant dans le cadre du nouveau dispositif a été réalisé en 2005.

En 2016, la commune comptait 1 377 habitants, en évolution de −4,44 % par rapport à 2010 (Hérault : +7,49 %, France hors Mayotte : +2,11 %).
| 1793 | 1800 | 1806 | 1821 | 1831 | 1836 | 1841 | 1846 | 1851 |
| ---- | ---- | ---- | ---- | ---- | ---- | ---- | ---- | ---- |
| 375  | 404  | 476  | 588  | 656  | 618  | 673  | 702  | 690  |

| 1856 | 1861 | 1866 | 1872 | 1876 | 1881 | 1886 | 1891 | 1896 |
| ---- | ---- | ---- | ---- | ---- | ---- | ---- | ---- | ---- |
| 720  | 737  | 802  | 824  | 692  | 639  | 673  | 748  | 796  |

| 1901 | 1906 | 1911 | 1921 | 1926 | 1931 | 1936 | 1946 | 1954 |
| ---- | ---- | ---- | ---- | ---- | ---- | ---- | ---- | ---- |
| 801  | 854  | 836  | 808  | 804  | 803  | 735  | 673  | 663  |

| 1962 | 1968 | 1975 | 1982 | 1990  | 1999  | 2005  | 2006  | 2010  |
| ---- | ---- | ---- | ---- | ----- | ----- | ----- | ----- | ----- |
| 665  | 682  | 681  | 815  | 1 076 | 1 215 | 1 346 | 1 335 | 1 441 |

| 2015  | 2016  | - | - | - | - | - | - | - |
| ----- | ----- | - | - | - | - | - | - | - |
| 1 376 | 1 377 | - | - | - | - | - | - | - |

## Économie
L'activité agricole tient une place importante dans l'économie de la commune, notamment avec la production viticole, et la cave coopérative des Coteaux de Saint-Christol.

## Culture locale et patrimoine

### Lieux et monuments
- Église Saint-Christophe de Saint-Christol, XIXe siècle ; clocher ajouté dans les années 1950 ;
- Ancienne église Saint-Christophe de Saint-Christol (propriété privée) ;
- Horloge communale dont le campanile en fer forgé abrite la cloche des heures ;
- Ancienne gare PLM (ligne Sommières − Montpellier) ;
- Château des Hospitaliers[Note 2] ;
- Nouvel « espace œnopôle Viavino ».

### Personnalités liées à la commune
- Raymond Castans (1920-2006), journaliste et ancien directeur de RTL ;
- Christian Coste (1949-), international français de football.

## Vue aérienne

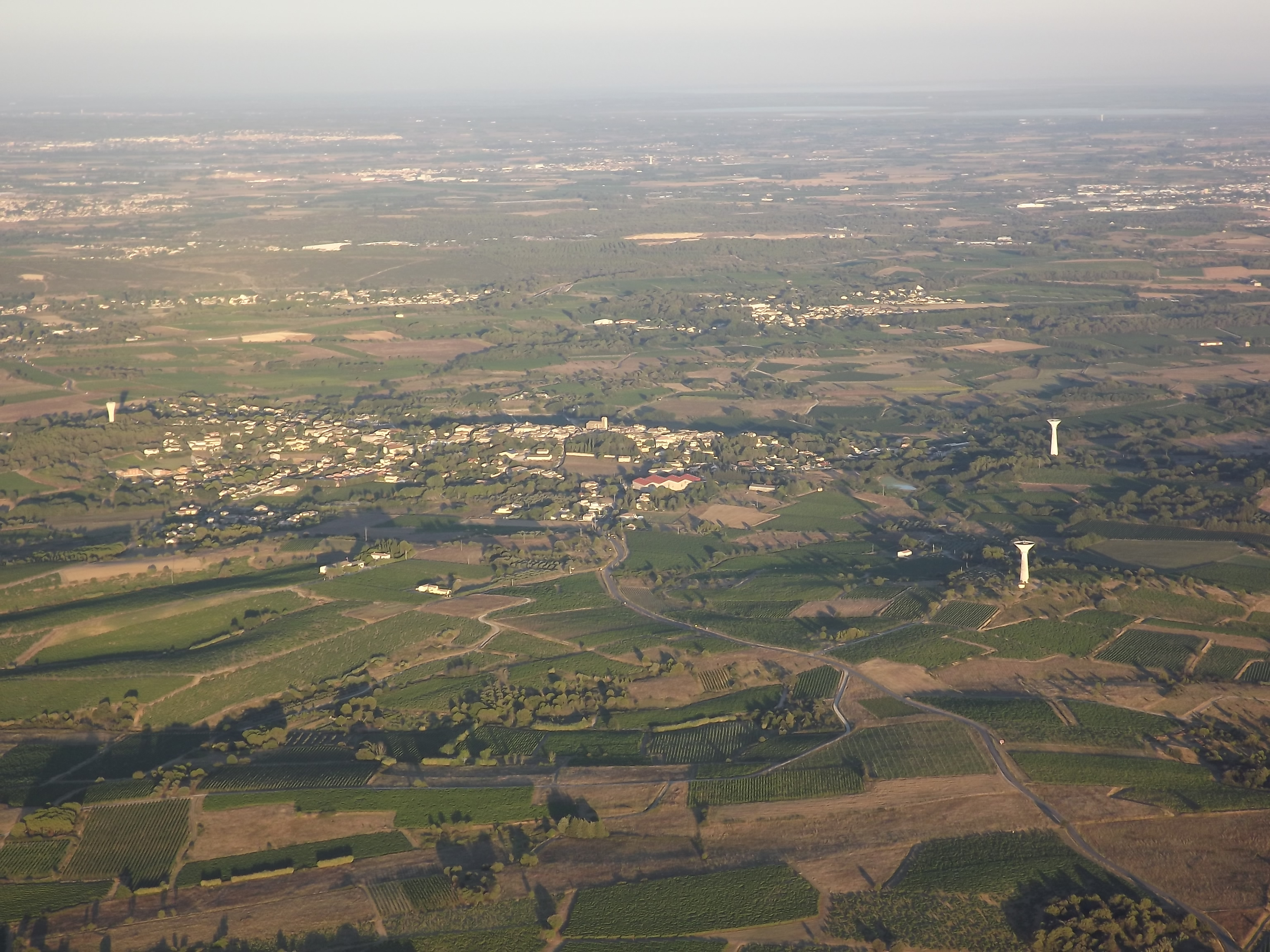
Vue aérienne.